# Булаксай (Акмолинская область)
Булаксай (каз. Бұлақсай; до 2006 г. — Нововладимировка) — село в Аршалынском районе Акмолинской области Казахстана. Административный центр Булаксайского сельского округа. Код КАТО — 113451100.

## География
Село расположено в северной части района, на расстоянии примерно 51 километров (по прямой) к северу от административного центра района — посёлка Аршалы.
Абсолютная высота — 383 метров над уровнем моря.
Ближайшие населённые пункты: станция Сарыоба — на юге, аул Акжар — на востоке.
Близ села проходит автодорога областного значения — КС-31 «Восточный обход города Астана — станция Сарыоба».

## Население
В 1989 году население села составляло 1145 человек (из них русские — 37%, казахи — 37%).

В 1999 году население села составляло 942 человека (492 мужчины и 450 женщин). По данным переписи 2009 года в селе проживало 840 человек (416 мужчин и 424 женщины).
| Численность населения | Численность населения | Численность населения |
| 1989                  | 1999                  | 2009                  |
| --------------------- | --------------------- | --------------------- |
| 1145                  | ↘942                  | ↘840                  |

## Улицы[7]
- ул. Абай
- ул. Астана
- ул. Богенбай батыра
- ул. Мукагали Макатаева
- ул. Окжетпес
- ул. Сакена Сейфуллина
- ул. Сары-Арка
- ул. Тналина
- ул. Тын Игерушилер